# Лома-ла-Лата – Баїя-Бланка (трубопровід для ЗВГ)
Трубопровід Лома-ла-Лата — Баїя-Бланка — система для транспортування зріджених вуглеводневих газів (ЗВГ), створена в межах проекту, очолюваного компанією Repsol, по розробці родовищ природного газу в провінції Неукен (Аргентина).
Враховуючи наявність у природному газі родовищ басейну Неукен окрім метану суттєвої кількості інших вуглеводнів (етану, пропану, бутану, газового бензину), були створені потужності по їх виділенню та окремому використанню, що дозволяло значно покращити показники проекту. Для транспортування суміші ЗВГ від газопереробного заводу у Лома-ла-Лата (споруджений на найбільшому газовому родовищі країни) до потужностей по фракціонуванню суміші в Баїя-Бланка спорудили трубопровід довжиною 600 км, який здатен прокачувати більш ніж 1,3 млн тон на рік, з чого після обробки у Баїя-Бланка отримують біля 0,5 млн.т етану, 0,6 млн.т ЗНГ та 0,2 млн.т газового бензину. Утім, завод у Лома-ла-Лата спроектований так, щоб міг діяти у двох варіантах, один з яких не передбачає відбору етану, але дозволяє підвищити рівень виділення з природного газу інших корисних компонентів.
Для спорудження та експлуатації трубопроводу створена компанія MEGA, в якій 38 % отримала Repsol (постачальник газу), 34 % бразильська Petrobras (споживач ЗНГ та газового бензину) і 28 % Dow Chemical (покупець етану для свого підприємства з виробництва поліетилену та полівінілхлориду). Введення об'єкту в дію відбулось у 2001 році.
Трубопровід споруджено у підземному виконанні та обладнано двома насосними станціями. На головній у Лома-ла-Лата встановлено три насоси (два основних та один резервний), що приводяться у дію електричною енергією. На проміжній станції у 270 км від Лома-ла-Лата так само встановлено два основних і резервний насоси, але вони працюють від газової турбіни.
При загальній вартості проекту біля 0,5 млрд доларів США витрати на трубопровід ЗВГ склали 89 млн доларів.